# Laguna Lagunillas (colindante al salar de Huasco)
La laguna Lagunillas es una laguna y la base de equilibrio de una cuenca endorreica ubicada en la Región de Tarapacá, al noreste del salar de Huasco. Es cercana a la frontera internacional, pero su hoya está completamente en territorio de Chile.
El inventario de cuencas de Chile la considera parte de la cuenca del salar de Huasco, sin embargo, un estudio de la Dirección General de Aguas (DGA) encargado a la Pontificia Universidad Católica la determinó como una hoya separada, aunque sostiene también que Lagunillas esta conectada subterráneamente con la hoya de Huasco. El estudio obtiene la división de las cuencas hidrográficas por métodos más modernos y por consiguiente se obtienen otras líneas entre las cuencas y se les otorga otros códigos de identificación que los que otorgó la DGA en 1978.: 18 

## Ubicación y descripción
La laguna es de reducido, aunque variable tamaño, su una única vertiente superficial proviene del norte y fluye por su borde oriente (quebrada Talpiguano).: 15 

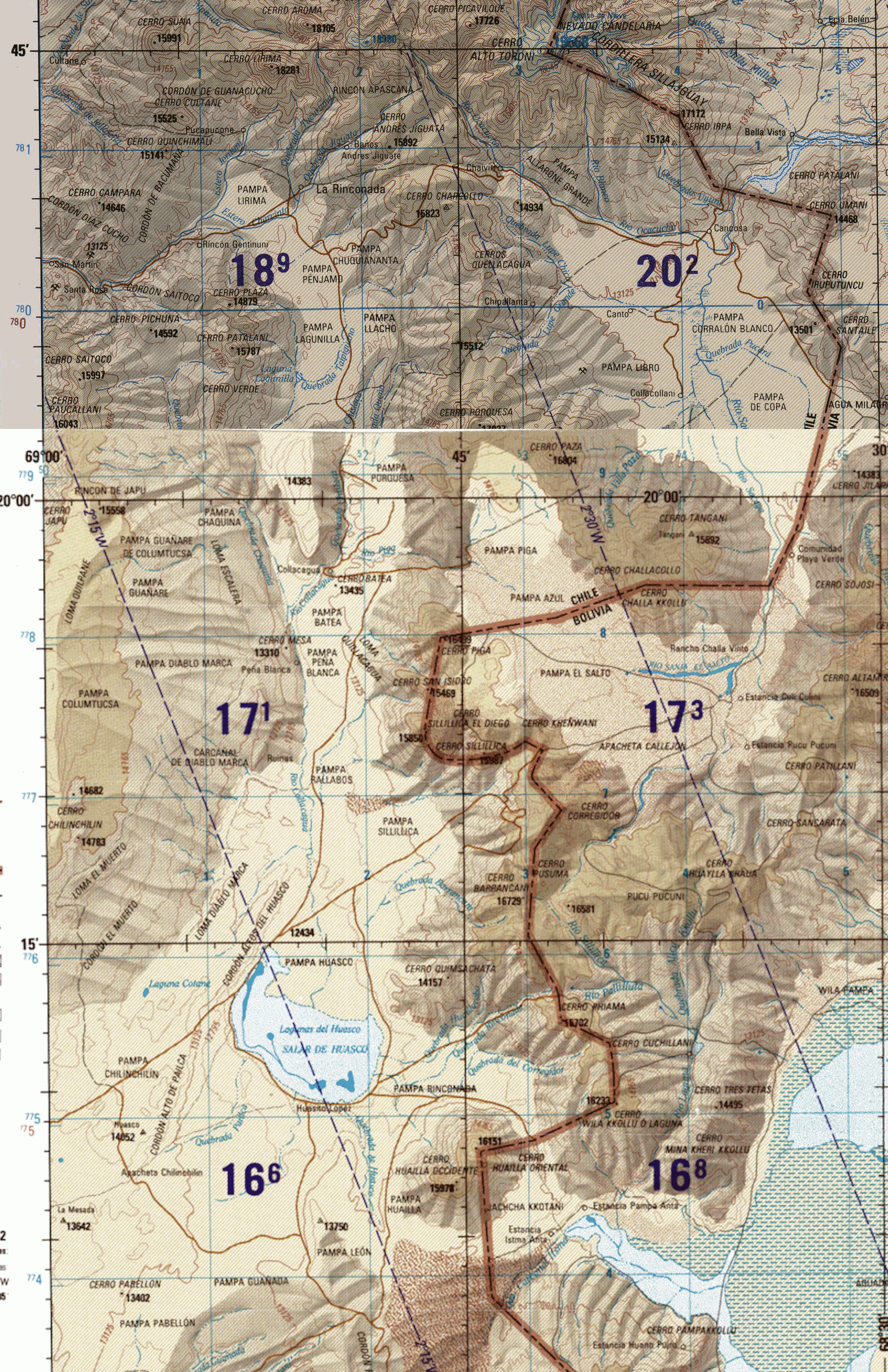
Zona del salar de Huasco en un compuesto de dos mapas de las FF.AA. de los EE. UU. Al norte aparece la "Pampa Lagunilla". Ver también mapa de la zona del Instituto Geográfico Militar (Chile) publicado en 1954 en una escala 1:250000.

La ubicación de la laguna Lagunillas puede ser vista en el mapa en página 12 de "Geoquímica de las cuencas cerradas".: 12 

## Hidrología
Las características geomorfológicas más relevantes de la cuenca de Lagunillas son:: 12 
Laguna Lagunilla:
- código: LGU
- UTM (este): 517041 (-19.92°S)
- UTM (sur): 7796703 (-68.83°W)
- altitud salar: 3900  m s. n. m.
- altitud máxima: 5190 m s. n. m.
- temperatura media: 4,6 °C
- precipitaciones: 150 mm/año
- evaporación: 1490 mm/año
- salinidad mínima: 267 mg/l
- salinidad máxima: 1276 mg/l
- área cuenca 129 km²
- área salar 0,2 km²
- área agua: 0,15 km²